# Dorothea Neff
Dorothea Neff (Monaco di Baviera, 21 febbraio 1903 – Vienna, 27 luglio 1986) è stata un'attrice austriaca.
Nel 1979 è stata inserita nella lista dei Giusti tra le nazioni.

## Biografia
Dorothea è nata a Monaco di Baviera. 
Negli anni del Nazismo ha aiutato a nascondere la sua amica ebrea Lilli Wolff, dopo aver ricevuto l'ordine dai nazisti di lasciare Vienna  . 
Per confondere la Gestapo, scrisse un biglietto di suicidio e lo firmò Lilli, lasciandolo nel suo appartamento. Neff ha permesso a Lilli di vivere con lei per un breve periodo, in seguito Lilli si è trasferita con Mati Driessen e Meta Schmidt. Driessen e Schmidt sono stati premiati da Yad Vashem come Giusti tra le nazioni. 
Successivamente è passata dal palcoscenico al cinema, recitando fino alla sua morte nel 1986. 

## Filmografia parziale
- I ragazzi del Prater (Praterbuben), regia di Paul Martin (1946)
- Destino di una imperatrice (Sissi - Schicksalsjahre einer Kaiserin), regia di Ernst Marischka (1957)
- Eva. Confidenze di una minorenne (Die Halbzarte), regia di Rolf Thiele (1959)
- Familie Leitner (1960-1961) - Serie TV
- Francesca degli angeli (Francesca), regia di Vérénice Rudolph (1987)